# Кривий Ріг (село)
Кривий Ріг —  село в Україні, у Новотроїцькій селищній громаді Генічеського району Херсонської області. Населення становить 308 осіб.

## Історія
Засноване в 1928 році вихідцями з Новотроїцького. Згідно із розповідей старожилів назва походить від умов надання земель, які надавалися людям в 20-х роках минулого століття, із «вигином-рогом» саме в місці майбутнього села. Казали: «Де твоя земля?» — «На кривому розі».
12 червня 2020 року, відповідно до розпорядження Кабінету Міністрів України № 713-р «Про визначення адміністративних центрів та затвердження територій територіальних громад Запорізької області», увійшло до складу Новотроїцької селищної громади.
17 липня 2020 року, в результаті адміністративно-територіальної реформи та ліквідації  Новотроїцького району, увійшло до складу Генічеського району.
24 лютого 2022 року село тимчасово окуповане російськими військами під час російсько-української війни.

## Населення

### Мова
Розподіл населення за рідною мовою за даними перепису 2001 року:
| Мова       | Відсоток |
| ---------- | -------- |
| українська | 90,58%   |
| російська  | 7,47%    |
| вірменська | 1,95%    |

## Пам'ятник воїнам Другої світової війни
На території села існує та діє меморіальний комплекс присв'ячений пам'яті полеглим воїнам у Другій світовій війні.

## Інфрастурктура
На території села діє дитячий садочок. Одна артезіанська свердловина та водопровідна мережа. Електроенергія подається через мережу АТ Херсонобленерго. Магазин, школа, іподром, космопорт в селі відсутні.